# Patricia hazelea
Patricia hazelea är en fjärilsart som beskrevs av Fox 1956. Patricia hazelea ingår i släktet Patricia och familjen praktfjärilar. Inga underarter finns listade i Catalogue of Life.